# 銀行の証券子会社
銀行の証券子会社（ぎんこうのしょうけんこがいしゃ）は、銀行の子会社となっている証券会社（証券子会社）。
銀行は、法律上の銀証分離規定（旧・証券取引法65条、金融商品取引法33条）にかかわらず、証券子会社を持つことができる。
銀行法16条の2に「子会社対象会社」が列挙されていて、証券会社（有価証券関連業を行う第一種金融商品取引業者）はそのうち「証券専門会社」に含まれる。
なお、独占禁止法11条の規定により、銀行・保険会社の株式保有に制限が課されているため、証券子会社について、公正取引委員会の認可を受ける。

## 概説
1992年金融制度改革法（1993年4月施行）により、業態別子会社方式による相互参入が解禁された。銀行法（1981年に全面改正されたもの）はこのとき改正されて、新たに銀行の子会社の範囲に関する規定が置かれ、銀行が証券子会社や信託銀行子会社を持てることが明示された。
なお後年、1997年独占禁止法（同年12月施行）により持株会社が解禁され、これを受けた1997年金融持株会社関連2法（1998年3月施行）により銀行持株会社が解禁されたため、業態別子会社方式に加えて、持株会社方式による相互参入も可能となった。

## 歴史

### （金融制度調査会の答申）
戦後の証券政策は、「証券民主化」と「投資者保護」を二本柱としていた。1948年証券取引法には米グラス・スティーガル法（1933年銀行法）を範とする銀証分離規定が置かれ、銀行などの金融機関が証券業務を営むことが禁止された。金融機関に引受リスクを取らせないための措置であり、安全度の高い公共債について、例外的に認める規定が置かれたが、そもそも社債の発行も戦前と同様、大手行が中心となる引受シンジケートにより発行されるのが通例だったため、銀行業界は強く反対した。
金融制度調査会は1987年12月、金融法制の分業制度に関する報告書「専門金融機関制度のあり方について」を発表した後、さらに審議を続けて、1991年6月に答申「新しい金融制度について」を提出した。これにおいて、金融自由化の仕上げとなる制度改革となる「他業態への参入」を解禁する方法として、下表の5つの選択肢が検討された。
| 方式                     | 内容 | 結論 |
| ------------------------ | --- | --- |
| 相互乗入れ方式           | 現行の業態別業務分野規制はそのまま維持しながら、個別分野ごとに必要に応じ業態間の相互乗入れをさらに推し進め、それぞれの垣根を低くしていく方式 | このような個別対応では改革の効果は不十分である（利用者利便と国際的通用性に欠ける。）。 |
| 業態別子会社方式         | 普通銀行、長期信用銀行、信託銀行、証券会社等の各業態のそれぞれの業務分野は現行制度を維持するものの、それぞれの業態の金融機関が100％出資して設立する子会社により他業態の業務に参入する方式 | 適切な選択肢である。 |
| 特例法方式               | 普通銀行業務、長期信用銀行業務、信託業務、証券業務等（ただし、以上の各業務については、例えば大口取引であるホールセールに限るなど一定の制約を課す）を行える新しい金融機関制度を創設し、各々の普通銀行、長期信用銀行、信託銀行、証券会社等は100％出資の子会社をそれぞれ設立する形で他業態の業務に参入する方式 | 適切な選択肢である。 |
| 持株会社方式             | 各業態の現行の業務分野を尊重しつつ、各業態の金融機関がそれぞれ持株会社を設立し、その持株会社の子会社として他業態の業務を行う会社を設置し、それらを通じて相互に乗入れを進める方式 | 利益相反の防止などの面では有効であるが、戦前の財閥のような産業支配の防止という歴史的教訓は重く受け止めるべきで、純粋持株会社を禁止した独占禁止法（…）第9条の改正を求めることは適当でない。 |
| ユニバーサル・バンク方式 | 各金融機関がその本体で普通銀行業務、長期信用銀行業務、信託業務、証券業務などすべての金融・証券業務を行えるようにうする方式 | 国際的に開かれ、最も効率的である反面、銀行の健全性の維持、利益相反等の面で問題が多く、その克服策も用意されていないので適当でない。                                                         |

### （証券取引審議会）
証券取引審議会の基本問題研究会は、1991年3月に報告書「証券取引に係る基本的制度の在り方について」を取りまとめ、下表のとおり評価・分析した上で、「当面、発行市場を中心に新規参入を図ることが適当である」と結論づけた。
|          | 資本市場の現状 | 新規参入の必要性 |
| -------- | --- | --- |
| 発行市場 | 大手証券会社間では競争が行われてはいるものの、引受高に占める大手証券会社のシェアは依然、高水準にある。また、大手以外の証券会社の主幹事実績は少なく、主幹事が大手証券化会社から大手以外の証券会社に移動した例も限られている。 | 発行手続きの簡素化、引受方式の見直し、既存証券会社の機能の充実等、発行市場の改善が図られるとともに、有効で適正な競争の促進という観点から、新規参入の途を開くことが必要と考える。                         |
| 流通市場 | 金融資産の蓄積や顧客のニーズの多様化に対応した先物・オプション市場の整備が進められるとともに、株式、転換社債、株価指数先物・オプション取引の売買高に占める大手証券会社のシェアはいずれも漸減傾向にある。                     | 今後とも価格形成の透明性・公正性を確保し、公正な市場の実現に努めていく必要があるが、有効で適正な競争を促進する方策としての新規参入の必要は、このような市場の現状から診て発行市場に比して小さいと考える。 |

同時に、証券会社としての経営の独立性・健全性が保持できない者や、利益相反等の弊害を有効に防止できない者の新規参入を認めるべきでないとし、
- 証券業務以外の業務を営む者が、本体で広く証券業務を営むことはできない。
- 証券業務以外の業務を営む者が、別法人の形態で資本市場に参入する場合には、資本市場に弊害を持ち込むことのないよう十分な措置を講ずる必要がある、

とも指摘した。1991年夏以降、大手証券会社で証券不祥事が続発したことから、翌1992年4月の報告書「証券市場における適正な競争の促進等」では、その冒頭で「証券行政の在り方」についても批判を浴びたと自省した上で、免許基準の具体化・明確化が行われた。

### （新規参入の実際）
証券取引審議会が、1991年6月報告書「証券取引に係る基本的制度の在り方について」にて、「…参入の分野・テンポについては、漸進的段階的に考える必要があり…」とし、衆参の大蔵委員会において「一時期の過度の参入による市場の混乱を回避する」との附帯決議がなされたことから、銀行の証券子会社の新規参入の分野・テンポは制限された。
すなわち、1992年12月「金融制度改革実施の概要について」により、参入当初はその業務範囲から株式ブローカー業務が除かれた。また、参入時期について、「親金融機関の営む業務と証券業務との間における親近性、親金融機関の店舗数等の格差等を勘案し」て、当面の参入対象が長期信用銀行、信託銀行、系統中央機関の証券子会社に絞られた。その際、それ以外の金融機関の証券子会社の参入時期については、「制度改革の趣旨、改革実施後の状況、市場の状況、経営に与える影響等を勘案しつつ、当初参入から概ね1年程度を目途として更に検討していく」とされた。
都市銀行の証券子会社については、1994年3月「都銀等の証券子会社参入について」により、同年7月以降とされ、「秩序立った参入を確保するとの観点から、希望行の予定等をも勘案して、具体的な参入時期については7月、11月及び3月の各月を目途」とする手続きがそれぞれ進められた。
なお、これより前、1992年12月の時点で、業務範囲やファイアーウォール規制（上述）については、「法施行後2年ないし3年を目途に見直しを行う」とされていた。後年、証券取引審議会の1997年6月報告書「証券市場の総合的改革～豊かで多様な21世紀の実現のために」および金融制度調査会の同年同月の報告書「我が国金融システムの改革について～活力ある国民経済への貢献」を踏まえて、同年10月から株式ブローカー業務が解禁された。また、1999年10月に、株券の発行業務および流通業務も解禁された。これらによって銀行の証券子会社に課せられた業務範囲の制限は、全廃された。

## ファイアーウォール規制（弊害防止措置）

### 当初のファイアーウォール規制
銀行の貸出先に対する影響力が市場機能を損ねることのないようにするため、当初、下表の規制が設けられた。また、1993年4月通達「証券取引法第65条及び50条の2第3号に基づく弊害防止措置の適用に関する事務等について」（1993年蔵証491号）が発出され、違反行為の類型が明確にされた。
| 根拠法令                              | 規制 |
| ------------------------------------- | --- |
| 証券取引法                            | ①役職員の兼任禁止、 ②信用供与を利用した抱き合わせ的行為の禁止、 ③証券取引に係るアームズ・レングス・ルールの適用、 |
| 健全性省令                            | ④利益相反に係る開示規制、 ⑤親発行証券の子引受制限、 ⑥親会社の取引を利用した抱き合わせ的行為の禁止、 ⑦共同訪問の禁止、 ⑧バックファイナンスの禁止、 ⑨一般的取引に係るアームズ・レングス・ルールの適用、 ⑩子会社引受証券の親会社への販売制限、 ⑪非公開情報の授受の禁止、 ⑫メインバンク・ファイアーウォール ⑬脱法行為防止規定 |
| 法令によらない （業務方法書等による） | ⑭親金融機関と証券子会社の人事交流に関する規制、 ⑮店舗等の共用に関する規制、 ⑯親金融機関との取引に係る証券子会社の収入の割合の制限 |

### 1999年4月からの規制緩和
上述したとおり「法施行後2年ないし3年を目途に見直しを行う」とされていた上に、1998年3月に策定され、翌1999年3月に改定された「規制緩和推進3ヵ年計画」でも見直しが示唆されていたが、1998年金融システム改革法の施行時の行為規制命令12条および事務ガイドラインの改正により、下表の見直しが行われる形で規制緩和が先行することとなった。
| 見直し項目                           | 改正内容 | 備考                 |
| ------------------------------------ | --- | -------------------- |
| 共同訪問の禁止                       | 削除 | [ 21 ]               |
| 引受証券の親会社・子会社への売却制限 | 緩和（顧客への転売を目的とする売却は適用除外とする）                                                                                             | [ 22 ] [ 23 ]        |
| 非公開情報の授受の禁止               | 緩和（顧客の書面による包括同意があった場合は適用除外とする）                                                                                     |                      |
| 証券子会社の主幹事制限               | 削除 | [ 24 ] [ 25 ] [ 26 ] |
| 店舗等の共用制限                     | 削除（ただし、店舗の独立の態様の維持ならびにコンピュータおよびディーリング・ルームの共用禁止を行為規制命令に規定する）                           |                      |
| 共同マーケティングの禁止             | 削除（ただし、別途個人顧客への共同訪問にあたっては、別法人であること等についての開示義務を規定する）                                             |                      |
| その他                               | 親子間の収入制限、職員のプロパー化比率、給与差額補填等の禁止は廃止する。また、別法人であることの開示義務については行為規制命令において規定する。 | [ 27 ]               |

### 2000年6月からの規制緩和
銀行と証券子会社の連携強化が進む中、内部管理体制が不十分である事例が頻発したことから、銀行と証券子会社の内部管理業務の統合、つまりリスク管理および法務コンプライアンスを目的とする顧客の非公開情報の授受を、条件付きで容認することとなった。

### 2002年9月からの規制緩和
2002年8月「証券市場の改革促進プログラム（証券市場の構造改革第2弾）」にて、「誰もが投資しやすい市場の整備」の一環として「銀行等における有価証券の販売」が掲げられ、「①銀行と証券会社の共同店舗、②銀行等による有価証券売買の取次ぎ」が具体策とされた。事務ガイドラインの改正により、うち共同店舗について、共用制限に関する規定が削除され、新たに誤認防止措置に関する規定が追加された。

### 証券仲介業の解禁（2004年12月から）
2003年5月改正法（2004年4月施行）により証券仲介業が創設されたが、そのスタートを待つことなく、銀行へも証券仲介業を解禁することが検討された。金融審議会第一部会の2003年12月報告書「市場機能を中核とする金融システムに向けて」にてメリット・デメリットが論じられ、2004年6月改正法（同年12月施行）により解禁された。あわせて「銀行であるがゆえに必要となる有効な弊害防止措置」が設けられることとなったが、その方向性は「外形基準により一律に導入範囲を制限するよりも、…実情に応じて行政が認可する仕組みが適切である」とされた。
なお、これに先立つ2006年3月、上記報告書を踏まえた事務ガイドラインの改正により、市場誘導業務と資産運用アドバイス業務が銀行の「付随業務」であって、銀証分離規定に抵触することなく行えることが明示された。

### 2009年6月からの規制緩和（抜本的な見直し）
2005年銀行法（2005年法律106号、2006年4月施行）により、銀行の優越的な地位の濫用の禁止が明文化された。さらに、2007年12月「金融・資本市場競争力強化プラン」を踏まえた2008年6月改正法により、①役職員の兼職制限の撤廃（31条の4関係）、②顧客の非公開情報に係る授受の制限の見直し（内閣府令事項）、が行われた。
| 非公開情報に係る授受           | 現在の状況 | 見直しの内容 |
| ------------------------------ | --- | --- |
| 個人顧客情報の授受             | 欧州でも顧客による事前同意が求められている… | …引き続き書面による事前同意を必要とする。 |
| 法人顧客の情報の授受           | 欧米では特段の規制はなく、わが国においても、情報共有がより多様で質の高い金融サービスの提供につながるのであれば顧客にもメリットがある。あるいは、同意書面の提出手続には法人サイドで社内稟議等の手間があるとの指摘がある。一方で、法人の中にも、自己の情報についての共有を拒みたいとするケースがある… | …書面による事前同意は不要とした上で、顧客にオプトアウトの機会を付与する。 |
| 内部管理目的での顧客情報の授受 | | 今回の法改正により、金融事業者・金融グループにおいて利益相反管理体制の整備が求められることに伴い、当局の承認は不要とする。その際、内部管理目的で共有されている情報について、内部管理目的以外での利用を禁止するとともに、必要に応じ、当局において厳正な監督対応が可能となるよう、情報管理体制の整備状況等について当局への報告等を求める。 |

### 2014年4月からの規制緩和
緩和要望を受けて、内閣府令と監督指針が改正された。顧客の非公開情報を授受する場合の規制について、①書面同意要件の緩和、②「内部管理目的」の範囲の見直し、オプトアウトの機会の提供の柔軟化（メールによる同意等を許容）、が行われるとともに、適用例を示した「非公開情報の授受の制限に関するQ&A」が作成、公表された。

### 最近の議論
2020年9月から金融審議会・市場制度ワーキング・グループが、銀行制のあり方と市場制度のあり方について検討を行った。同年12月の第1次報告「世界に開かれた国際金融センターの実現に向けて」、および2021年6月の第2次報告「コロナ後を見据えた魅力ある資本市場の構築に向けて」にて、現行の規制の下での顧客の非公開情報の共有について、
- 書面による事前同意なしに共有できないため、例えばクロスボーダーM&A仲介を行う場合に、情報授受規制の適用を受けない海外金融機関グループに対し、競争上、不利となっている、
- オプトイン[41]に加えて、オプトアウト[42]が導入されたが、説明すべき事項が多いなど、負担や利便性で比べてオプトインと大差なく、積極的に活用されていない、

などの問題があると認識した上で、総合的なサービスの提供・提案を阻害しているほか、欧米にない禁止規定が過剰な規制であると認識されていると指摘した。ワーキング・グループは、上場会社・大企業むけの投資銀行業務や商業銀行業務について、ファイアーウォール規制を見直すべきと結論づけている。

## 証券子会社の例
証券会社が免許制とされた時代（1968年4月から1998年11月まで）に免許を受けた「銀行の証券子会社」と「短資業者の証券子会社」は下表の24社（コスモ証券と勧角証券の2社を数に含まず）。
| 免許年月       | 会社名                     | 親銀行                                     | その後の異動 |
| -------------- | -------------------------- | ------------------------------------------ | --- |
| 1993年7月      | 興銀証券                   | 日本興業銀行                               | 2000年10月に第一勧業証券、富士証券と合併して「みずほ証券」に                                                                                                  |
| 1993年7月      | 長銀証券                   | 日本長期信用銀行                           | 1998年6月に長銀ウォーバーグ証券会社（外国証券会社。1998年11月に社名を「ウォーバーグ・ディロン・リード証券会社」に変更）への営業譲渡により消滅                 |
| 1993年7月      | 農中証券                   | 農林中央金庫                               | 2004年3月にみずほ証券への営業譲渡により消滅 |
| （1993年9月）  | コスモ証券                 | 大和銀行                                   | ※既存の証券会社の子会社化。 2008年12月にCSK-RB証券と合併。さらに2012年5月に岩井証券と合併して「岩井コスモ証券」に                                             |
| 1993年10月     | 住信証券                   | 住友信託銀行                               | 1995年4月に社名を「住友信証券」に変更。2000年4月に自主廃業に向けて営業休止                                                                                    |
| 1993年10月     | 三菱信証券                 | 三菱信託銀行                               | 1999年7月に東京三菱証券への営業譲渡により消滅 |
| 1994年7月      | あさひ証券                 | あさひ銀行（旧・協和埼玉銀行）             | 1999年3月に自主廃業に向けて営業休止 |
| 1994年8月      | 安田信証券                 | 安田信託銀行                               | 1998年1月に富士証券への営業譲渡により消滅。銀行の証券子会社として初の解散                                                                                     |
| 1994年11月     | さくら証券                 | さくら銀行（旧・太陽神戸三井銀行）         | 2001年4月に大和証券SBキャピタル・マーケッツ（社名を「大和証券SMBC」に変更）への営業譲渡により消滅                                                             |
| 1994年11月     | 三和証券                   | 三和銀行                                   | 2001年7月に東海インターナショナル証券と合併して「UFJキャピタルマーケッツ証券」に                                                                              |
| 1994年11月     | 第一勧業証券               | 第一勧業銀行                               | 2000年10月に興銀証券（存続会社）、富士証券と合併して「みずほ証券」に                                                                                          |
| 1994年11月     | 富士証券                   | 富士銀行                                   | 2000年10月に興銀証券（存続会社）、第一勧業証券と合併して「みずほ証券」に                                                                                      |
| 1994年11月     | 三菱ダイヤモンド証券       | 三菱銀行                                   | 親銀行の合併により、1996年4月に社名を「東京三菱証券」に変更                                                                                                   |
| 1994年11月     | 住友キャピタル証券         | 住友銀行                                   | 1999年4月に大和証券SBキャピタル・マーケッツへの営業譲渡により消滅                                                                                             |
| 1995年3月      | 東海インターナショナル証券 | 東海銀行                                   | 2001年7月に三和証券（存続会社）と合併して「UFJキャピタルマーケッツ証券」に                                                                                    |
| 1995年4月      | 北海道拓殖証券             | 北海道拓殖銀行                             | 親銀行が1997年11月に破たんしたため、1998年6月に解散 |
| 1995年5月      | 三井信証券                 | 三井信託銀行                               | 1998年12月に自主廃業に向けて営業休止。1999年3月に廃業 |
| 1995年10月     | 東洋信証券                 | 東洋信託銀行                               | 1998年12月に自主廃業に向けて営業休止 |
| 1996年11月     | しんきん証券               | 信金中央金庫                               | |
| 1996年11月     | 横浜シティ証券             | 横浜銀行                                   | 初の地方銀行系証券。親銀行が東海インターナショナル証券と業務提携し、1999年3月に自主廃業に向けて営業休止。翌4月に解散                                          |
| 1997年7月      | トウキョウフォレックス証券 | トウキョウフォレックス（東京短資の子会社） | 2000年10月にガーバンインターナショナル証券会社（外国証券会社）の営業を承継し、社名を「ガーバン東短証券」に変更。さらに2004年4月に社名を「ICAP東短証券」に変更 |
| 1997年7月      | 日短ブローカーズ証券       | 日本短資                                   | 2003年4月に社名を「セントラル短資証券」に変更。さらに2012年1月に社名を「セントラル東短証券」に変更                                                            |
| 1997年10月     | 上田短資証券               | 上田短資                                   | 2001年12月に自主廃業 |
| 1998年2月      | 八木インターナショナル証券 | 八木短資                                   | 1999年10月に自主廃業に向けて営業休止 |
| 1998年11月     | 山根プレボン証券           | 山根短資。プレボン社との合弁               | 2003年4月に自主廃業 |
| （1990年10月） | 勧角証券                   | 第一勧業銀行                               | ※既存の証券会社の子会社化 |

ちなみに、同じ期間に免許を受けた国内証券会社は次の19社なので（カッコ内は免許年月）、免許制の時代に新規参入して免許を受けた国内証券会社は、合わせて43社だったことになる。なお、当時、外国証券会社の国内支店は、「外国証券業者に関する法律」（1971年法律5号）に基づく免許を受けていた。
- 日本相互証券（1973年8月）　特殊証券会社[44]。証券会社を相手として公社債の売買および売買の媒介業務を行う
- 沖縄証券（1974年2月）　沖縄復帰に伴う現地証券会社への免許付与。2017年7月に社名を「おきぎん証券」に変更
- 大宝証券（1974年2月）　沖縄復帰に伴う現地証券会社への免許付与。2003年1月に沖縄証券への営業譲渡により消滅
- 日本店頭証券（1976年6月）　特殊証券会社。証券会社を相手として店頭登録銘柄および登録扱銘柄の売買の取次ぎならびに媒介を行う。1998年12月に証券業を廃止、社名を「ジャスダック・サービス」に変更

- ディー・ブレイン証券（1997年8月）　2010年11月に社名を「みどり証券」に変更。さらに2013年4月に社名を「日本クラウド証券」に変更
- エンゼル証券（1998年2月）　2013年3月に金融商品取引業を廃止
- アクシーズ・ジャパン証券（1998年2月）　2010年11月に金融商品取引業を廃止
- メリルリンチ日本証券（1998年5月）　2001年3月にメリルリンチ証券会社（外国証券会社）の営業を承継。2020年11月に社名を「BofA証券」に変更
- スパークス証券（1998年6月）　2010年7月にスパークス・アセット・マネジメントと合併
- 日商岩井証券（1998年6月）　2004年3月に社名を「フィデス証券」に変更。2005年4月にイー・トレード証券と合併
- 日本インベスターズ証券（1998年8月）　2009年7月にSBI証券への営業譲渡により消滅
- コアパシフィック山一証券（1998年8月）　2004年1月に社名を「アルバース証券」に変更。さらに2013年12月に社名を「EVOLUTION JAPAN証券」に変更
- アイティーエム証券（1998年8月）　2012年8月に登録取消
- 中泉証券（1998年11月）　2016年12月にあかつき証券と合併
- 未来証券（1998年11月）　2008年8月に社名を「みらい証券」に変更
- トゥエンティー・トゥエンティー証券（1998年11月）。社名を「ウエストウッド証券」に変更。2003年1月に自主廃業
- 日本電子証券（1998年11月）　2006年5月に社名を「フェニックス証券」に変更。2013年1月に金融商品取引業を廃止し、小林洋行と合併
- プリヴェ・チューリッヒ証券（1998年11月）　2002年12月に会社分割によりプリヴェ・チューリッヒ証券分割準備に営業を承継。新会社は2006年11月に証券業を廃止
- 伊藤忠キャピタル証券（1998年11月）　2012年8月に金融商品取引業を廃止